# Anastatus phonoctoni
Anastatus phonoctoni är en stekelart som beskrevs av Jean Risbec 1955. Anastatus phonoctoni ingår i släktet Anastatus och familjen hoppglanssteklar.
Artens utbredningsområde är Kamerun. Inga underarter finns listade i Catalogue of Life.